# Приморская (перепелиная ферма)
ООО «Пе́репел» — уникальное предприятие пищевой промышленности в Хостинском районе города Сочи, Краснодарский край, Россия.

## Расположение
Является подразделением АО «Совхоз Приморский». Расположена в тихом месте (необходимость: перепел — пугливая птица), недалеко от Тисо-Самшитовой рощи.

## История
Предприятие основано в 1967 как экспериментальная перепелиная ферма «Приморская» на базе поголовья из 400 тайно вывезенных из Японии на теплоходе «Россия» перепелах.
В 1990 — акционировано. Племенное стадо (1999) — 20 тыс. несушек (треть от первоначального). Учредители предприятия — АО «Совхоз Приморский» и московское НПО «Патриот». Сегодня (данные 2009) занимается выращиванием японских перепелов яичного направления. Поголовье - 150 тыс. перепелов. Ежегодно производит 11-12 млн яиц и около 40 тыс. шт. копченых перепелов. Около 1 млн яиц идет на племенное производство. Реализует продукцию в Сочи, Краснодаре и Москве.